# Moby Dada
Le Moby Dada est un cruise-ferry du groupe Onorato. Construit de 1980 à 1981 aux chantiers Wärtsilä de Turku pour la société finlandaise Effoa, il portait à l'origine le nom de Finlandia. Mis en service en avril 1981 sur les lignes de Silja Line entre la Finlande et la Suède, il est à l'époque le plus grand cruise-ferry du monde. Vendu en 1990 à la compagnie danoise DFDS, le navire est renommé Queen of Scandinavia et affecté entre le Danemark, la Suède et la Norvège puis à partir de 2001 entre les Pays-Bas et le Royaume-Uni. Affrété à compter de 2010 par la société russe St. Peter Line qui en fera plus tard l'acquisition, il est employé sur des traversées depuis Saint-Pétersbourg vers différentes destinations en mer Baltique sous le nom de Princess Maria. Avec le rachat de St. Peter Line en 2016 par la compagnie Moby Lines, il devient la propriété de l'armateur italien qui le transfère au sein de sa flotte l'année suivante sous le nom de Moby Dada. Exploité dans un premier temps sur la Corse entre Nice et Bastia sous les couleurs de Moby, il navigue par la suite pour la compagnie sœur Tirrenia entre l'Italie continentale et la Sardaigne entre 2018 et 2021. De retour au sein de la flotte Moby en 2022, il est affecté durant l'été à la liaison saisonnière entre Gênes et Bastia. Inutilisé en 2023, il navigue sous affrètement par la compagnie nationale Algérie Ferries de février à août 2024 avant d'être définitivement désarmé. Vendu à la ferraille en mars 2025, il est échoué début juin sur les plages d'Aliağa en Turquie pour y être démantelé.

## Histoire

### Origines et construction
Depuis les années 1970, les lignes maritimes reliant la Finlande et la Suède sont le théâtre d'une concurrence acharnée entre deux consortiums rivaux composés chacun de plusieurs compagnies maritimes finlandaises et suédoises. Tout au long de la décennie, les opérateurs Silja Line et Viking Line se livrent une guerre au tonnage et au confort, encouragée par une clientèle de plus en plus exigeante et une hausse constante du trafic. À l'aube des années 1980, les compagnies Effoa, Bore Line et Svea Line, formant la flotte de Silja Line, dominent largement leurs concurrents de Viking Line grâce à leurs trois navires jumeaux construits par les chantiers Dubigeon de Nantes. Ceci va alors inciter les compagnies propriétaires de Viking Line à commander dès 1978 des unités prévues pour surpasser en taille et en confort les navires de Silja Line. Afin de s'adapter à la clientèle, toujours plus exigeante, mais surtout de se maintenir au niveau de son concurrent, voire de le surpasser, les sociétés Effoa et Svea Line commandent simultanément une paire de navires jumeaux destinés à naviguer entre Helsinki et Stockholm.
Les dimensions retenues pour les futurs navires tablent sur des car-ferries de 165 mètres de long pour un tonnage avoisinant les 25 000 UMS. Prévus pour transporter 1 676 passagers et 450 véhicules, les deux unités disposeront d'un confort supérieur à n'importe quel bâtiment en service en mer Baltique, y compris les futurs Viking Saga et Viking Song, avec plusieurs restaurants et bars, une boutique hors taxe, tout un espace destiné aux séminaires et aux conférences mais également une piscine intérieure et un sauna. De plus, ils comporteront environ 600 cabines toutes pourvues de salle de bain individuelle et un grand nombre de suites. Conçus comme de véritables paquebots de croisière, ils sont surnommées « cruise-ferries », littéralement : « ferries de croisière ». Leur apparence est fortement inspirée de celle des navires de Viking Line, en particulier le Viking Sally, avec notamment une silhouette anguleuse, donnant une impression plus massive et imposante, mais également la disposition de la passerelle de navigation.
Le premier navire est mis sur cale le 18 février 1980 aux chantiers de Turku sous le nom de Skandia, quelque temps seulement après le lancement des Viking Saga et Viking Song, construits par ces mêmes chantiers. Le cruise-ferry est lancé le 25 juillet 1980 puis complété les mois suivants. Achevé en mars 1981, le navire est entre-temps renommé Finlandia. Il gagne par la suite les chantiers Aalborg Værft au Danemark où la peinture de la carène est effectuée en cale sèche. Le Finlandia est livré à Effoa le 30 mars et est baptisé ce même jour à Turku par sa marraine Tellervo Koivisto, épouse de l'homme d'état finlandais Mauno Koivisto. Il est alors le plus grand car-ferry au monde, dépassant le ferry rapide Finnjet, détenteur du titre depuis 1977.

### Service

#### Silja Line (1981-1990)

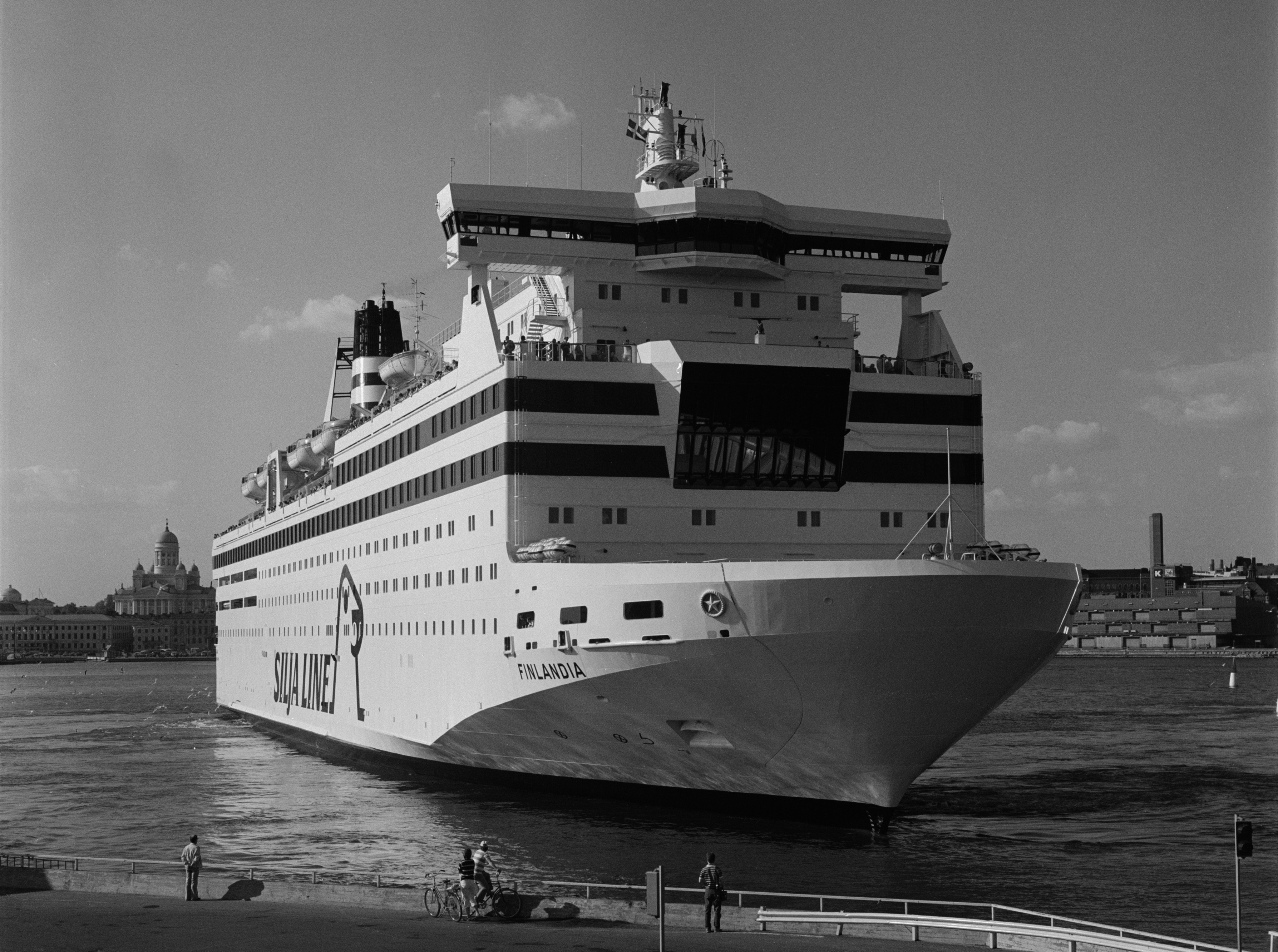
Le Finlandia à Helsinki en juin 1982.

Le Finlandia quitte les chantiers de Turku le 2 avril 1981 pour rejoindre Helsinki, il est ensuite présenté au public le 12 avril. Le lendemain, le cruise-ferry est mis en service entre Helsinki et Stockholm.
Dès les premiers mois d'exploitation, le succès Finlandia et du Silvia Regina est immédiat, le nombre de passagers transportés est en augmentation de 45% et la qualité des prestations tant à séduire la clientèle. Cependant, les sister-ships souffrent de problèmes au niveau de leurs imposantes étraves, construites très larges afin de disposer de plus de places pour les véhicules, rendant les manœuvres plus compliquées. Le Finlandia retourne donc aux chantiers qui l'ont vu naître le 10 janvier 1982 afin de subir des modifications au niveau de son étrave qui est affinée. Des cabines supplémentaires sont ajoutées à l'occasion. Il en est de même pour le Silvia Regina le 7 février.
Le 1er novembre, par temps de brouillard, le Finlandia entre en collision avec le chalutier Julanta au large de l'île d'Harmaja. Le cruise-ferry essuie peu de dégâts tandis que le chalutier, sérieusement endommagé, parvient à rejoindre Helsinki.
Le 19 mai 1984, le navire effectue la croisière de la commémoration du 150e anniversaire de la marque Wärtsilä. Une autre croisière est organisée le 23 mai avec la participation du président de la République de Finlande, Mauno Koivisto. Celui-ci voyagera de nouveau à bord du Finlandia pour un déplacement officiel en Suède l'année suivante.
En 1985, des travaux de rénovations des espaces intérieurs sont réalisés aux chantiers Wärtsilä d'Helsinki.
Le 29 février 1988, le Finlandia s'échoue non loin de l'île d'Harmaja. L'équipage parvient cependant à dégager le navire qui arrive à Helsinki avec plus de deux heures de retard. Cette même année, le 22 septembre, le Finlandia est vendu à la banque suédoise Suomen Yritysrahoitus pour la somme de 200 millions de marks finlandais afin de financer la construction des nouveaux cruise-ferries destinés à remplacer le navire ainsi que son jumeau. Le Finlandia reste affrété par Effoa en attendant l'arrivée de son remplaçant.
Le 28 février 1989, le navire participe aux recherches d'un passager ayant chuté de l‘Olympia.
Le Finlandia est vendu à la compagnie danoise DFDS en décembre 1989 pour une livraison en mai 1990, date prévue pour la mise en service du Silja Serenade. Cependant, avec la faillite des chantiers Wärstilä d'Helsinki, la livraison de la nouvelle unité prend du retard, ce qui n'empêche pas la cession du Finlandia à son nouvel armateur à la date conclue. EffJohn, (nouvelle société issue de la fusion d'Effoa et de Johnson Line) affecte donc temporairement le Wellamo entre Helsinki et Stockholm pour pallier l'absence du Finlandia et le retard pris dans la construction du Silja Serenade.
Le Finlandia achève son dernier voyage pour le compte de Silja Line le 5 mai 1990, le lendemain, il prend la route de Göteborg.

#### DFDS (1990-2010)
Le 11 mai 1990, le Finlandia est rebaptisé Queen of Scandinavia. Quelques semaines plus tard, après avoir été repeint aux couleurs de DFDS, le navire part effectuer des tests de ses rampes à Helsingborg. Le cruise-ferry est mis en service le 1er juin 1990 entre le Danemark et la Norvège avec une escale en Suède, tout d'abord en tandem avec le King of Scandinavia, l'ancien Wellamo de Silja Line mis en service en 1975.
Durant son arrêt technique effectué entre le 13 et le 23 avril 1997, des travaux de rénovations sont entrepris à Aalborg. Des travaux d'une nature similaire sont réalisés entre le 4 et le 21 janvier 1998.

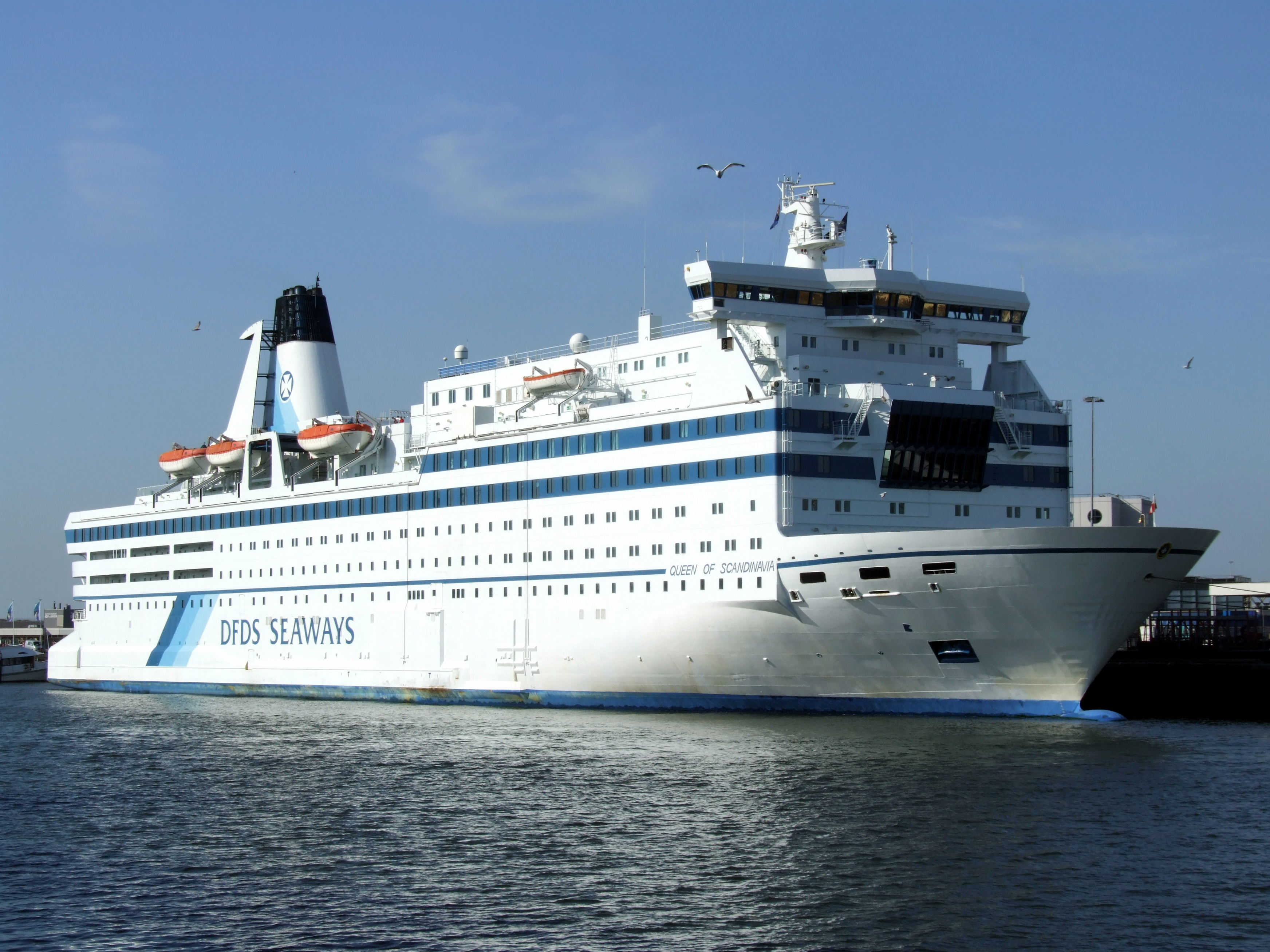
Le Queen of Scandinavia après sa refonte de 2000.

Le 3 janvier 2000, le Queen of Scandinavia rejoint les chantiers Remontowa de Gdynia en Pologne pour y subir une importante refonte. Des sponsons latéraux sont installés à l'arrière et l'étrave est entièrement reconstruite, la porte rampe avant est supprimée. De nouveaux dispositifs de sécurité sont mis en place. Les travaux prennent fin le 18 février et le cruise-ferry reprend son service le 19.
Le 31 juillet, le Queen of Scandinavia est transféré au sein de la marque DFDS Seaways.
Le 28 juin 2001, il est remplacé par le Pearl of Scandinvia et déplacé sur la ligne entre les Pays-Bas et le Royaume-Uni, le navire est, à cette occasion, présenté à Amsterdam.
En septembre 2002, alors que le Queen of Scandinavia fait route vers IJmuiden, une femme chute par-dessus bord dans la matinée. Une embarcation est immédiatement mise à l'eau et la garde-côte britannique intervient rapidement sur les lieux. Après 7 heures de recherches, le cruise-ferry reprend sa route vers les Pays-Bas, laissant les garde-côtes rechercher la naufragée, sans succès.
Le 29 mai 2007, le navire change d'affectation et est placé sur les lignes entre le Royaume-Uni et la Norvège. Le 26 novembre, le cruise-ferry romps ses amarres dans le port de Bergen et entre en collision avec le navire d'expéditions H.U. Sverdrup II. Celui-ci est sévèrement endommagé tandis que le Queen of Scandinavia peut appareiller pour assurer sa traversée.
Du 29 décembre 2007 au 1er janvier 2008, le cruise-ferry réalise une croisière du Nouvel An entre Bergen et Copenhague.
Fin 2008, DFDS décide de fermer la ligne entre le Royaume-Uni et la Norvège, peu rentable, le navire achève sa dernière traversée le 1er septembre. Il est ensuite désarmé à Korsør,.
Le 23 janvier 2009, le Queen of Scandinavia est affrété par Alstom est rejoint Oskarshamn en Suède afin d'héberger 800 ouvriers travaillant sur le réacteur 3 de la Centrale nucléaire d'Oskarshamn. Le 16 avril, un incendie se déclare dans la salle des machines aux alentours de 23h, les 238 personnes présentes à bord sont évacuées et le sinistre est éteint vers 0h30. Les raisons précises du déclenchement de cet incendie sont inconnues, mais celui-ci a endommagé les moteurs auxiliaires du navire.
Le 12 mai, DFDS négocie la vente du navire à la société finlandaise Nordic Sea Line qui prévoit d'en faire un centre de conférences flottant en Europe du nord à partir de juin,. Cependant, la vente est annulée le 15 mai, Nordic Sea Line n'ayant pas pu honorer le paiement.
Une fois l'affrètement en Suède terminé en juin, le Queen of Scandinavia est désarmé à Klaipėda en Lituanie. En décembre, il est utilisé par la police danoise pour loger les effectifs déployés dans le cadre de la COP 15 se réunissant à Copenhague. Il entre ensuite aux chantiers de Fredericia pour son arrêt technique.
Le 8 février 2010, un contrat d'affrètement est conclu entre DFDS et la société russe Inflot Cruise & Ferry Ltd.

#### St Peter Line (2010-2016)

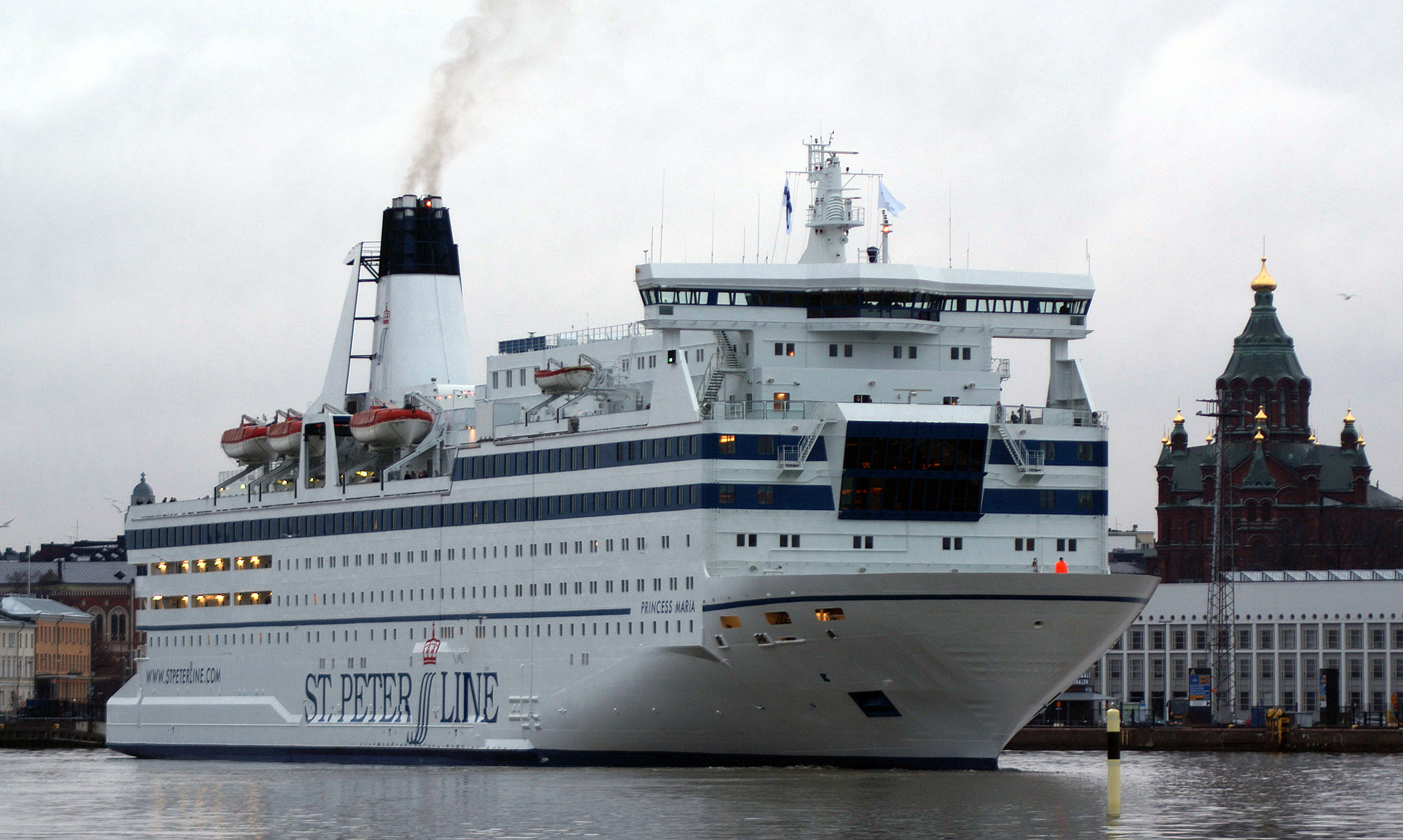
Le Princess Maria sous les couleurs de St Peter Line.

Après transformations, le navire est renommé Princess Maria le 10 avril et rejoint Saint-Pétersbourg le 18. Le cruise-ferry entame son service entre Saint-Pétersbourg et Helsinki le 23 avril. La desserte est élargie à Tallinn et Stockholm en août.
Le 7 novembre 2013, le navire est vendu par DFDS à la société Princess Maria Ltd qui gère désormais son exploitation au sein de St Peter Line.
En février 2014, le Princess Maria est utilisé comme hôtel flottant à Sotchi l'occasion des Jeux olympiques d'hiver.
En 2016, St Peter Line est racheté par la compagnie italienne Moby Lines qui devient de ce fait propriétaire des navires. La nouvelle société mère décide alors de transférer le Princess Maria sur ses lignes en Méditerranée. Le cruise-ferry achève donc sa dernière traversée pour le compte de St Peter Line le 9 novembre.

#### Moby Lines (2016-2025)
Le navire est renommé Moby Dada le 11 novembre 2016 et quitte Saint-Pétersbourg le 18 pour rejoindre Gênes. Arrivé à destination, il est adapté aux standards de la compagnie italienne avec notamment l'ajout sur sa coque d'une livrée colorée et fantaisiste représentant divers personnages issus des Looney Tunes.
À l'issue de ces transformations, le Moby Dada est affecté à la ligne entre Nice et la Corse à partir de juin 2017 en remplacement du Moby Zazà, transféré sur la ligne de Gênes.

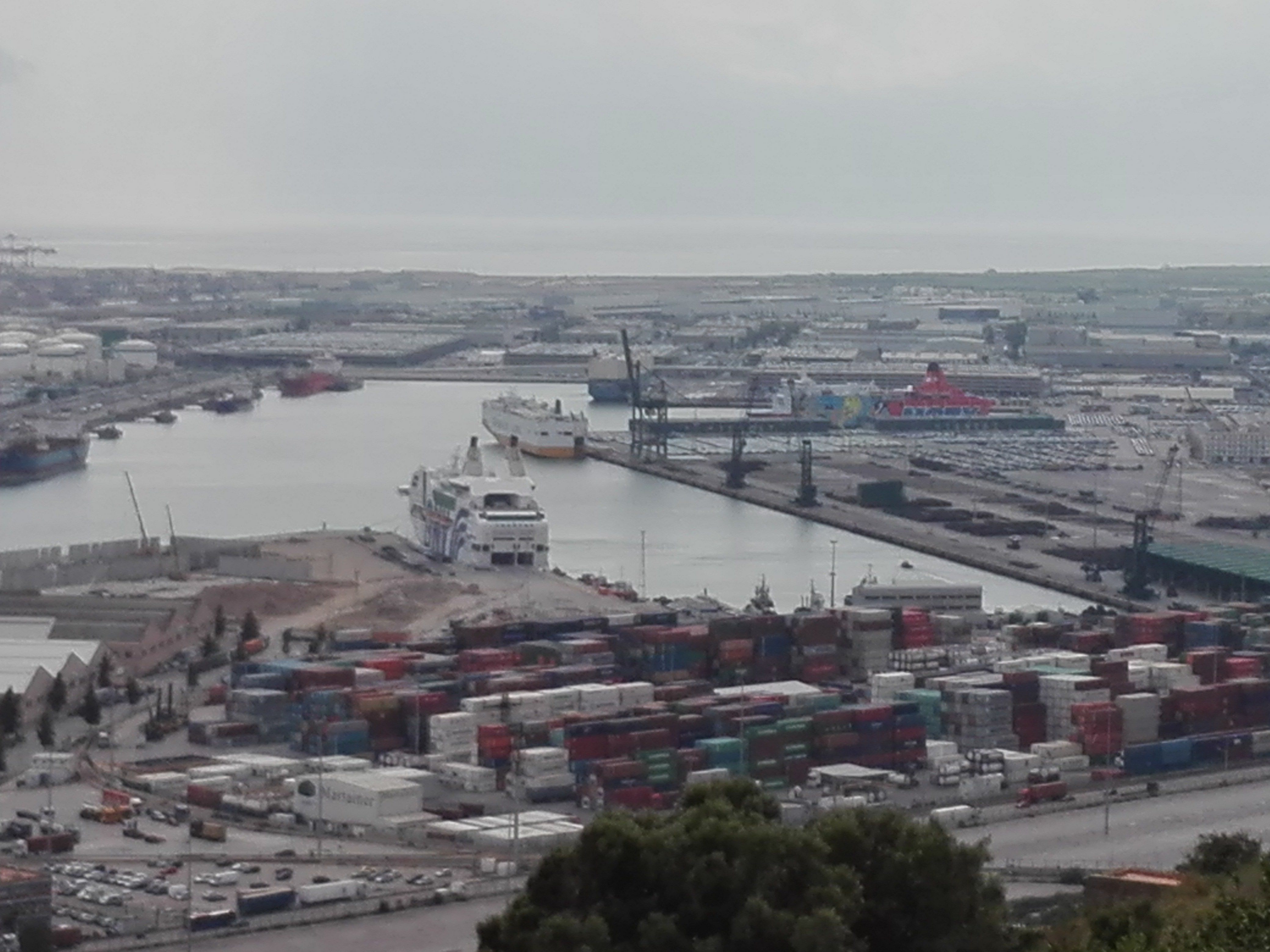
Le Moby Dada (au fond à droite) servant de caserne flottante à Barcelone.

Le 20 septembre, le navire rejoint Barcelone afin d'héberger les effectifs de la Guardia Civil déployés dans le cadre du Référendum de 2017 sur l'indépendance de la Catalogne. Le fait que les flancs du cruise-ferry soient décorés avec les personnages des Looney Tunes est devenu le point de départ d’une vague de moqueries contre les forces de l’ordre sur Twitter et dans les rues de Barcelone. Les personnages seront par la suite dissimulés sous des bâches.
À partir de janvier 2018, le Moby Dada est transféré au sein de la flotte de la compagnie Tirrenia, marque sœur de Moby, et affecté aux lignes entre Naples, la Sardaigne et la Sicile, puis entre Civitavecchia et Olbia, également en Sardaigne pendant l'été 2018.
Durant la saison 2019, le navire est affecté entre Civitavecchia, Arbatax et Cagliari. C'est dans ce cadre que le 28 juin vers minuit, alors que le Moby Dada navigue à 70 miles des côtes du Latium, un homme de 56 ans tombe à la mer. L'alerte est aussitôt déclenchée et la vedette CP 284 de la garde côtière italienne est dépêchée d'urgence sur les lieux. Un hélicoptère ainsi que le car-ferry Bithia de la compagnie Tirrenia et les paquebots de croisière Costa Diadema et Emerald Princess participent également aux recherches. L'homme est finalement retrouvé sans vie peu de temps plus tard.

Le Moby Dada sous les couleurs de Tirrenia à Civitavecchia en 2019.

Le 5 octobre, le car-ferry est victime d'un black-out au large de Cagliari au milieu d'une mer agitée. Le Moby Dada se retrouve alors plongé dans le noir à la merci des vagues durant près de trois heures avant que le courant ne soit finalement rétabli.
Le 13 septembre 2021, Tirrenia se voit retirer la concession de l'État italien pour l'exploitation de la liaison Civitavecchia - Arbatax - Cagliari au profit de la compagnie concurrente Grimaldi Lines. En conséquence, le Moby Dada, désormais sans affectation, est dans un premier temps désarmé à Civitavecchia avant d'être affrété à partir du 1er janvier 2022 par le ministère de l'Intérieur italien afin d'être employé comme centre de quarantaine destiné à isoler des clandestins africains arrivant en Sicile dans l'optique de freiner le mieux possible la pandémie de Covid-19 toujours effective en Europe à ce moment-là. À cet effet, le navire est basé à Trapani et assure cette fonction jusqu'au 9 mai. 
Après un passage aux chantiers de Gênes où il est préparé en vue de la saison estivale, le Moby Dada réintègre la flotte de Moby Lines. Le 1er juin, le navire reprend du service pour le compte de Moby, tout d'abord vers la Sardaigne sur la liaison entre Gênes et Porto Torres puis vers la Corse entre Gênes et Bastia à partir de la mi-juin. Désarmé à l'issue de la saison, il est dans un premier temps stationné à Gênes avant d'être immobilisé à Livourne à la fin du mois de février 2023. Si le navire devait initialement être reconduit sur les traversée estivales vers la Corse à l'instar de la saison précédente, Moby Lines envisagera finalement de lui substituer son ancien partenaire de St. Peter Line, transféré au sein de la flotte de la compagnie sous le nom de Moby Orli. En raison cependant de problèmes d'ordre administratifs et diplomatiques liés à la co-détention du navire par une banque russe, sa mise en service pour la saison 2023 ne pourra pas s'opérer. Le Moby Dada, lui aussi soumis aux mêmes inconvénients, demeure également désarmé pour toute la durée de l'année 2023 et les liaisons avec Bastia sont en définitive assurées par le Moby Corse.
À la fin de l'été 2023, les déboires relatifs à la détention des navires sont résolus. Le Moby Dada reste néanmoins sans affectation et son avenir au sein de la flotte de Moby Lines est plus qu'incertain à ce moment-là. En janvier 2024, il rejoint les chantiers de Gênes pour bénéficier d'un rafraichissement. C'est à cette même période que le navire est annoncé comme étant affrété par Algérie Ferries,. À cet effet, sa livrée à l'effigie des Looney Tunes est effacée de ses flancs qui sont parés des logos de la compagnie d'état algérienne. Les travaux terminés, il rejoint Alger le 31 janvier et commence ses rotations pour Algérie Ferries dès le lendemain le 1er février entre l'Algérie, la France et l'Espagne. Le service du navire pour la compagnie algérienne sera cependant ponctué de nombreuses déconvenues. En plus de retards à répétition induits par sa faible vitesse, le cruise-ferry sera victimes d'avaries multiples perturbant grandement son exploitation. Les défaillances seront parfois si graves que le navire sera détenu à deux reprises par les autorités espagnoles au mois d'avril et au mois d'août,. À l'issue de cette deuxième immobilisation du Moby Dada, Algérie Ferries décidera de mettre un terme à son affrètement le 24 août. Immobilisé à Alicante pour le reste de la saison d'été, il regagne finalement l'Italie le 21 septembre.
Vieillissant et victime de problèmes d'exploitation récurrents, il ne retrouve par la suite aucune affectation sur les lignes de Moby ou de Tirrenia et est finalement vendu à la casse le 13 mars 2025. Enregistré sous pavillon maltais, il quitte Livourne en remorque le 21 mai. Après avoir été convoyé jusqu'en Turquie par le remorqueur grec Iraklis Z, il est échoué à Aliağa le 5 juin.

## Aménagements
Le Moby Dada possédait 13 ponts numérotés du plus bas jusqu'au plus haut de 1 à 12 (la logique aurait été de 1 à 13, cependant, les deux ponts garages étaient comptés comme les ponts 3A et 3B, créant ainsi un décalage). Les installations des passagers se situaient sur les ponts 9 à 2 tandis que l'équipage occupait les ponts 10, 8, 6 et 5. Les ponts 3A et 3B étaient destinés au chargement des véhicules et du fret.

### Locaux communs
À sa mise en service, le Finlandia était le cruise-ferry le plus luxueux du monde, il proposait à ses passagers des installations de haute qualité et d'un confort semblable à celui d'un navire de croisières. La plupart de ces installations sont situées sur le pont 7. À l'origine, les passagers avaient à leur dispositions plusieurs bars et restaurants, dont le Maxim Terrass et le Maxim A la Carte situés sous une verrière à l'avant du navire, et un grill à l'arrière. Une boutique hors-taxes était également présente ainsi qu'un night club et un salon privé. Le navire proposait aussi tout un espace destiné aux séminaires et aux conférences avec des salles de réunions et un auditorium. Sur le pont 2 se trouvaient un sauna et une piscine intérieure. Si ces installations resterons inchangées durant la totalité du service chez Silja Line, elles seront redorées et modernisées à plusieurs reprises, notamment en 1985.
Sous pavillon danois, les installations du navire sont dans un premier temps conservées puis progressivement modifiées. Un bar-spectacle est créé à l'arrière à la place du grill et les espaces déjà existants sont modernisés et adaptées selon les goûts de DFDS. Il en sera de même lors de sa carrière chez St Peter Line.
Lorsque le navire est acquis par Moby Lines, les installations sont conservées mais modernisées et adaptées aux marché des lignes de la Méditerranée.

### Cabines
Le Moby Dada possédait environ 600 cabines situées sur les ponts 2, 4, 5 et 6. La plupart d'entre elles étaient pourvues de quatre couchettes et toutes possèdent des sanitaires comprenant douche, WC et lavabo. À la proue du navire se trouvaient des suites avec lit double et d'autres pouvant accueillir jusqu'à quatre personnes. Même si la décoration a été plusieurs fois modifiée depuis la mise en service, La disposition de ces cabines est restée la même durant toute la carrière du navire.

## Caractéristiques
Le Moby Dada mesurait 166,10 mètres de long pour 28,46 mètres de large. Son tonnage était à l'origine de 25 905 UMS mais sera porté à 33 575 en 2000 puis à 34 093 en 2017. Le navire avait à l'origine une capacité de 1 676 passagers avant que celle-ci ne soit portée à 2 000 en 2017. Il était pourvu d'un garage pouvant accueillir 480 véhicules répartis sur deux niveaux. Le garage était accessible par deux portes rampes situées à l'arrière. À l'origine, le navire était équipé d'une porte-rampe avant, mais celle-ci a été supprimée lors de la refonte de son étrave en 2000. La propulsion était assurée par quatre moteurs diesels Wärtsilä-Pielstick 12PC2.5V développant une puissance de 22 948 kW entraînant deux hélices à pas variable faisant filer le bâtiment à une vitesse de 22 nœuds. Le Moby Dada possédait à l'origine huit embarcations de sauvetage fermées de grande taille. Il n'en avait plus que six à la fin de sa carrière. Elles étaient complétées par une embarcation de secours et un canot semi-rigide. En plus de ces principaux dispositifs, le navire disposait de plusieurs radeaux de sauvetage à coffre s'ouvrant automatiquement au contact de l'eau. Il était doté de deux propulseurs d'étrave facilitant les manœuvres d'accostage et d'appareillage ainsi que d'un propulseur arrière et de stabilisateurs anti-roulis. Enfin, il était également équipé d'une coque brise-glace classée 1 A Super.

## Lignes desservies
Pour le compte de Silja Line, de 1981 à 1990, le Finlandia assurait la ligne Helsinki - Stockholm de nuit en tandem avec son sister-ship le Silvia Regina.
Vendu à DFDS, le navire est affecté, de 1990 à 2001, sur la ligne Copenhague - Helsingborg - Oslo sous le nom de Queen of Scandinavia. En 2001, il est transféré entre IJmuiden et Newcastle. En 2007, il est déplacé sur la ligne Newcastle - Stavanger - Haugesund - Bergen et désarmé l'année suivante.
À partir de 2010, le cruise-ferry navigue entre Saint-Pétersbourg, Helsinki, Tallinn et Stockholm sous le nom de Princess Maria pour le compte de St Peter Line jusqu'en 2016.
En juin 2017, le navire est renommé Moby Dada et affecté aux lignes Nice - Bastia et Gênes - Bastia sous les couleurs de Moby Lines.
En janvier 2018, le Moby Dada, transféré au sein de Tirrenia, assure les lignes Naples - Cagliari et Cagliari - Palerme. Il a ensuite assuré la ligne Civitavecchia - Olbia pendant la saison 2018. À compter de l'été 2019, il est positionné entre Civitavecchia et Cagliari et réalise également quelques escales à Arbatax jusqu'en septembre 2021.
Au cours de l'été 2022, le navire dessert de nouveau la Corse sous les couleurs de Moby Lines entre Gênes et Bastia.
De février à août 2024, le navire a navigué sous les couleurs d'Algérie Ferries entre l'Algérie, La France et l'Espagne.